# Serie B 1982 (calcio femminile)
L'edizione 1982 è stata la tredicesima edizione del campionato F.I.G.C.F. di Serie B femminile italiana di calcio. Corrisponde al campionato 1981-1982 del calcio maschile.
Il campionato è iniziato il 14 marzo 1982 ed è terminato il 19 settembre 1982 con assegnazione del titolo di campione di Serie B 1982 al G.S.F. Spifa Galliera di Piacenza.

## Stagione

### Novità
Variazioni prima dell'inizio del campionato:
cambio di denominazione e sede:
- da "A.C.F. Agrisport Pavia" ad "A.C.F. Pavia" di Pavia,
- da "A.C.F. Domodossola" ad "A.C.F. Teps Winning Domodossola" di Domodossola,
- da "G.S.F. Santa Croce" ad "A.C.F. Reggiana" di Reggio nell'Emilia,
- da "A.P. Alba Pavona" ad "A.P. Alba Pavona Crismatours" di Pavona di Albano Laziale,
- da "A.C.F. Scaligeri 77 Roma" ad "A.C.F. Felici Mobili Scaligeri 77 Roma" di Roma,
- da "A.C.F. Tecnoflange Roma Campidoglio" ad "A.C.F. Roma Campidoglio" di Roma;

hanno rinunciato al campionato di Serie B:
- "A.C.F. Aermec Azzurra" di Castelfranco Veneto,
- "A.C.F. Bergamo" di Bergamo,
- "A.C.F. Varese" di Varese,
- "S.S. Vetreria Laziale" di Civita Castellana,
- "A.C.F. Valigi Perugia" di Perugia Ponte della Pietra,
- "A.C.F. Libertas Nesima Inferiore" di Catania,
- "A.C.F. Virtus Napoli" di Napoli,
- "G.S.F. Pompei" di Pompei,
- "A.C.F. Nuova Cosenza" di Cosenza.

### Formula
Vi hanno partecipato 32 squadre divise in quattro gironi. La prima classificata di ognuno dei quattro gironi viene ammessa alle semifinali andata/ritorno dove solo le due vincitrici sono promosse in Serie A. Le squadre classificate dalla seconda alla quarta posizione in classifica sono ammesse alla nuova Serie B ridotta a 2 soli gironi. Tutte le altre squadre vengono relegate al nuovo campionato di Serie C, allargato e gestito a livello interregionale dal Comitato Nazionale Gare anziché dai Comitati Regionali.

## Girone A

### Squadre partecipanti
| Club                                 | Città                | Stagione 1981         |
| ------------------------------------ | -------------------- | --------------------- |
| A.C.F. Arredamenti Soresina          | Cesano Boscone       | 1º posto in Serie B/A |
| A.C.F. Centro Abbigliamento Biellese | Biella               | 3º posto in Serie B/A |
| A.C.F. Derthona                      | Tortona              | 6º posto in Serie B/A |
| F.C.F. Helios                        | Aosta                | 8º posto in Serie B/A |
| A.C.F. Ispra                         | Ispra                | in Serie C            |
| U.S. Libertas Como                   | Como                 | 3º posto in Serie B/B |
| A.C.F. Novese                        | Vignole Borbera      | in Serie C            |
| A.C.F. Pavia                         | Pavia                | 4º posto in Serie B/A |
| U.S. Sampierdarenese                 | Genova Sampierdarena | 4º posto in Serie B/A |
| A.C.F. Teps Winning Domodossola      | Domodossola          | 7º posto in Serie B/A |

### Classifica finale
|  | Pos. | Squadra                   | Pt | G  | V  | N | P  | GF | GS | DR  |
|  | ---- | ------------------------- | -- | -- | -- | - | -- | -- | -- | --- |
|  | 1.   | Libertas Como             | 31 | 18 | 14 | 3 | 1  | 61 | 7  | +54 |
|  | 2.   | Arredamenti Soresina      | 27 | 18 | 12 | 3 | 3  | 40 | 13 | +27 |
|  | 3.   | Centro Abb. Biellese (-1) | 21 | 18 | 9  | 4 | 5  | 44 | 18 | +26 |
|  | 4.   | Derthona                  | 21 | 18 | 9  | 3 | 6  | 34 | 21 | +13 |
|  | 5.   | Novese                    | 19 | 18 | 7  | 5 | 6  | 33 | 22 | +11 |
|  | 6.   | Sampierdarenese           | 17 | 18 | 7  | 3 | 8  | 29 | 37 | -8  |
|  | 7.   | Pavia                     | 16 | 18 | 6  | 4 | 8  | 22 | 27 | -5  |
|  | 8.   | Teps Winning Domodossola  | 15 | 18 | 6  | 3 | 9  | 27 | 35 | -8  |
|  | 9.   | Helios                    | 11 | 18 | 4  | 3 | 11 | 19 | 38 | -19 |
|  | 10.  | Ispra (-1)                | 0  | 18 | 0  | 1 | 17 | 15 | 96 | -81 |

Legenda:
      Ammessa agli spareggi promozione in Serie A
      Retrocessa in Serie C
Note:
Due punti a vittoria, uno a pareggio, zero a sconfitta.
Il Centro Abbigliamento Biellese e l'Ispra hanno scontato 1 punto di penalizzazione per una rinuncia.
Il Derthona ha successivamente rinunciato alla Serie B per iscriversi in Serie C.
La Novese è stata successivamente riammessa in Serie B alla compilazione dei quadri 1983.

## Girone B

### Squadre partecipanti
| Club                          | Città              | Stagione 1981         |
| ----------------------------- | ------------------ | --------------------- |
| A.C.F. Aurora Casalpusterla   | Casalpusterlengo   | 2º posto in Serie B/A |
| C.S. Castrezzato              | Castrezzato        | in Serie C            |
| A.C.F. Ford Gratton Goriziana | Gorizia            | in Serie C            |
| U.S. Muranese                 | Murano             | in Serie C            |
| A.C.F. Pordenone              | Pordenone          | 1º posto in Serie B/B |
| A.C.F. Reggiana               | Reggio nell'Emilia | 5º posto in Serie B/B |
| P.F. Rivignano                | Rivignano          | 2º posto in Serie B/B |
| G.S.F. Spifa Galliera         | Piacenza           | 6º posto in Serie B/B |

### Classifica finale
|  | Pos. | Squadra                | Pt | G  | V  | N | P  | GF | GS | DR  |
|  | ---- | ---------------------- | -- | -- | -- | - | -- | -- | -- | --- |
|  | 1.   | Spifa Galliera         | 22 | 14 | 10 | 2 | 2  | 32 | 10 | +22 |
|  | 2.   | Pordenone              | 20 | 14 | 8  | 4 | 2  | 28 | 7  | +21 |
|  | 3.   | Reggiana               | 19 | 14 | 7  | 5 | 2  | 25 | 10 | +15 |
|  | 4.   | Castrezzato            | 16 | 18 | 6  | 4 | 4  | 24 | 16 | +8  |
|  | 5.   | Rivignano              | 12 | 14 | 4  | 4 | 6  | 23 | 23 | 0   |
|  | 6.   | Ford Gratton Goriziana | 10 | 14 | 3  | 4 | 7  | 16 | 24 | -8  |
|  | 6.   | Aurora Casalpusterla   | 10 | 14 | 3  | 4 | 7  | 12 | 25 | -13 |
|  | 8.   | Muranese               | 3  | 14 | 1  | 1 | 12 | 5  | 50 | -45 |

Legenda:
      Ammessa agli spareggi promozione in Serie A
      Retrocessa in Serie C
Note:
Due punti a vittoria, uno a pareggio, zero a sconfitta.
La Ford Gratton Goriziana è stata successivamente riammessa in Serie B alla compilazione dei quadri 1983.

## Girone C

### Squadre partecipanti
| Club                                   | Città                    | Stagione 1981         |
| -------------------------------------- | ------------------------ | --------------------- |
| A.P. Alba Pavona Crismatours           | Pavona di Albano Laziale | 3º posto in Serie B/C |
| A.C.F. Delco                           | Sassari                  | in Serie C            |
| A.C.F. Dimac Toniolo Bologna           | Bologna                  | in Serie C            |
| A.C.F. Felici Mobili Scaligeri 77 Roma | Roma                     | 4º posto in Serie B/C |
| A.C.F. La Major Coop 2001              | Roma                     | in Serie C            |
| Pol. Oltrarno Firenze                  | Firenze                  | 6º posto in Serie B/C |
| A.C.F. Roma Campidoglio                | Roma                     | 5º posto in Serie B/C |

### Classifica finale
|  | Pos. | Squadra                         | Pt | G  | V | N | P | GF | GS | DR  |
|  | ---- | ------------------------------- | -- | -- | - | - | - | -- | -- | --- |
|  | 1.   | Alba Pavona Crismatours         | 19 | 12 | 8 | 3 | 1 | 25 | 10 | +15 |
|  | 2.   | Dimac Toniolo Bologna           | 18 | 12 | 8 | 2 | 2 | 30 | 13 | +17 |
|  | 3.   | Felici Mobili Scaligeri 77 Roma | 14 | 12 | 5 | 4 | 3 | 18 | 15 | +3  |
|  | 4.   | Oltrarno Firenze                | 11 | 12 | 4 | 3 | 5 | 10 | 13 | -3  |
|  | 5.   | La Major Coop 2001              | 9  | 12 | 3 | 3 | 6 | 13 | 23 | -10 |
|  | 6.   | Roma Campidoglio                | 7  | 12 | 2 | 3 | 7 | 2  | 11 | -9  |
|  | 7.   | Delco                           | 6  | 12 | 2 | 2 | 8 | 13 | 26 | -13 |

Legenda:
      Ammessa agli spareggi promozione in Serie A
      Retrocessa in Serie C
Note:
Due punti a vittoria, uno a pareggio, zero a sconfitta.

## Girone D

### Squadre partecipanti
| Club                    | Città                | Stagione 1981         |
| ----------------------- | -------------------- | --------------------- |
| A.C.F. Casapulla        | Casapulla            | 6º posto in Serie B/C |
| S.C.F. Casertana        | Caserta              | in Serie C            |
| C.F. Catania 80         | Catania              | ?                     |
| A.C.F. Catanzaro        | Catanzaro            | 4º posto in Serie B/D |
| A.C.F. Foggia           | Foggia               | 6º posto in Serie B/D |
| A.C.F. Gioventù Sommese | Somma Vesuviana      | 3º posto in Serie B/D |
| Le Azzurre              | Pozzuoli Arco Felice | ?                     |

### Classifica finale
|  | Pos. | Squadra          | Pt | G  | V | N | P | GF | GS | DR  |
|  | ---- | ---------------- | -- | -- | - | - | - | -- | -- | --- |
|  | 1.   | Gioventù Sommese | 19 | 12 | 7 | 5 | 0 | 23 | 10 | +13 |
|  | 2.   | Catania 80       | 16 | 12 | 6 | 4 | 2 | 16 | 10 | +6  |
|  | 3.   | Casertana        | 15 | 12 | 5 | 5 | 2 | 19 | 17 | +2  |
|  | 4.   | Casapulla        | 12 | 12 | 4 | 4 | 4 | 10 | 7  | +3  |
|  | 5.   | Foggia           | 10 | 12 | 4 | 2 | 6 | 12 | 18 | -6  |
|  | 6.   | Le Azzurre       | 6  | 12 | 1 | 4 | 7 | 9  | 19 | -10 |
|  | 7.   | Catanzaro (-1)   | 5  | 12 | 1 | 4 | 7 | 13 | 21 | -8  |

Legenda:
      Ammessa agli spareggi promozione in Serie A
      Retrocessa in Serie C
Note:
Due punti a vittoria, uno a pareggio, zero a sconfitta.
Il Catanzaro ha scontato 1 punto di penalizzazione per una rinuncia.
Il Foggia è stato successivamente riammesso in Serie B alla compilazione dei quadri 1983.

## Spareggi promozione
Agli spareggi promozione hanno partecipato le vincitrici dei quattro gironi, la Libertas Como per il girone A, lo Spifa Galliera per il girone B, l'Alba Pavona Crismatours per il girone C e la Gioventù Sommese per il girone D. Le due semifinali hanno visto vincitrice lo Spifa Galliera e la Gioventù Sommese, che sono state promosse in Serie A. Il titolo è stato vinto dallo Spifa Galliera.

## Verdetti finali
- Spifa Galliera e Gioventù Sommese promosse in Serie A.
- Novese, Sampierdarenese, Pavia, Teps Winning Domodossola, Helios, Ispra, Rivignano, Ford Gratton Goriziana, Aurora Casalpusterla, Muranese, La Major Coop 2001, Roma Campidoglio, Delco, Foggia, Le Azzurre e Catanzaro sono retrocesse al nuovo campionato di Serie C (interregionale).